# Překmit (elektronika)

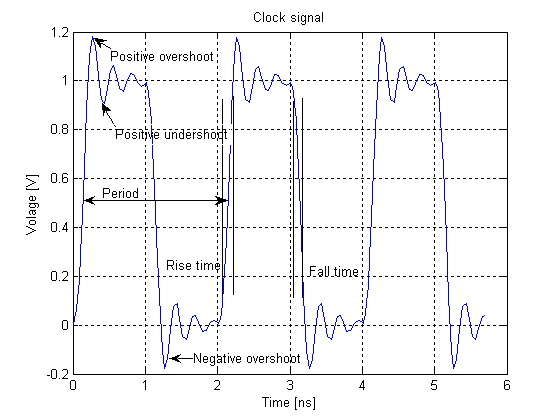
překmit periodického obdélníkového signálu

V elektronice má překmit jeden z následujících významů:
1. Situaci, kdy signál při přechodu z nižší napěťové (proudové, …) úrovně na vyšší tuto úroveň překročí a ustálí se na ní až po uplynutí určitého nezanedbatelného časového úseku. (Ustálení po přechodu z vyšší úrovně na nižší se pak analogicky nazývá podkmit nebo záporný překmit.)
2. Zvýšenou amplitudu části nesinusoidní vlny (signálu) na výstupu nelineárního vstupu, například pravého zesilovače, způsobenou touto charakteristikou obvodu. (Zde překmit představuje zkreslení signálu a může vzniknout díky zpoždění obvodu daným jeho návrhem. Míra překmitu daného obvodu je navržena tak, aby minimalizovala zpoždění a současně držela zkreslení v přijatelných mezích. Přítomnost nebo nepřítomnost překmitu popř. jeho velikost je funkce parametru při návrhu obvodu, zvaného damping.)
3. Výsledek neobvyklých atmosférických (například ionosférických) podmínek, které způsobují že je přijímán mikrovlnný signál tam, kde by neměl být.